# Cá mập đúc xu
Cá mập đúc xu, tên khoa học Carcharhinus dussumieri, còn gọi là cá mập trắng, là một loài cá mập trong chi Carcharhinus. Loài cá này phân bố ở Ấn Độ Dương-Tây Thái Bình Dương giữa vĩ độ 34 ° N đến 25 ° S. Nó có thể đạt chiều dài 1 m. Nó ăn chủ yếu là cá, thân mềm, động vật giáp xác và. Nó là một loài sinh con.